# Tocopherylacetat
α-Tocopherylacetat (Vitamin-E-Acetat) ist ein synthetisches Vitamin-E-Derivat. Im Körper wird es zu Vitamin E umgewandelt und zählt damit zu den Provitaminen.

## Struktur
α-Tocopherylacetat ist ein Essigsäureester von α-Tocopherol. Es enthält drei Stereozentren, folglich gibt es also acht stereoisomere α-Tocopherylacetate. Das kommerziell erhältliche α-Tocopherylacetat ist ein Gemisch dieser Isomere. Dieses wird meist als all-rac-α-Tocopherylacetat, veraltet auch als DL-α-Tocopherylacetat bezeichnet.
Darüber hinaus existieren noch drei weitere Derivate (β, γ und δ), die sich in der Methylierung des Chromanringes unterscheiden. Auch von β-, γ- und δ-Tocopherylacetat existieren je acht Stereoisomere.
| Struktur der (RRR)-Isomere | Struktur der (RRR)-Isomere | Struktur der (RRR)-Isomere |
| -------------------------- | -------------------------- | -------------------------- |
| Strukturformel             |                            |                            |
| Name                       | R1                         | R2                         |
| α-Tocopherylacetat         | CH3                        | CH3                        |
| β-Tocopherylacetat         | CH3                        | H                          |
| γ-Tocopherylacetat         | H                          | CH3                        |
| δ-Tocopherylacetat         | H                          | H                          |

## Herstellung
Die Herstellung von α-Tocopherylacetat ist ein vielstufiger Prozess. Eine mögliche Synthesekette, ausgehend von 2,3,6-Trimethylphenol lautet:
- Sulfonierung von 2,3,6-Trimethylphenol (TMP) (fest) mit Schwefelsäure zu 2,3,5-Trimethyl-4-hydroxybenzolsulfonsäure (fest)
- Oxidation mit Mangandioxid zu 2,3,6-Trimethyl-1,4-benzochinon (TMQ), flüssig
- Reduktion z. B. mit Natriumdithionit oder Hydrazin zu 2,3,5-Trimethyl-1,4-hydrochinon, pulverförmig
- Kondensation mit Isophytol zu DL-α-Tocopherol
- Acetylierung mit Essigsäureanhydrid zu DL-α-Tocopherylacetat – die Acetylierung ist notwendig, da DL-α-Tocopherol nicht oxidationsbeständig ist.
- Vakuumdestillation zur Reinigung – Das Produkt kann so problemlos den Reinheitsgrad gemäß den Vorschriften der deutschen Zusatzstoff-Verkehrsverordnung sowie den strengen Arzneimittelvorschriften einhalten.

α-Tocopherylacetat wird u. a. von BASF, E. Merck (India) und DSM Nutritional Products hergestellt.
Das synthetische Provitamin E wird auch gerne als Futtermittel-Zusatz und Zusatz für Kosmetika verwendet.

## Eigenschaften
α-Tocopherylacetat ist eine ölige, geruchlose, wasserunlösliche Flüssigkeit. Da es in hoher Reinheit synthetisiert wird, kann es auch für die Medikamenten-Herstellung eingesetzt werden. α-Tocopherylacetat ist im Gegensatz zu natürlichem Vitamin E relativ stabil und kann über einen längeren Zeitraum gelagert werden.

## Pharmakologie
Das Provitamin selbst zeigt keine Wirkung als fettlösliches Antioxidans. Die für diese Aufgabe nötige Hydroxygruppe ist bei Tocopherylacetat verestert und damit unzugänglich. Im Körper wird es aber durch Esterasen schnell in das aktive Tocopherol umgewandelt. Dies geschieht auch bei der Aufnahme durch die Haut. Hier spielt jedoch die Zubereitungsart eine entscheidende Rolle: bei wässrigen Zubereitungen kann bis zu 50 %, bei öligen nur unter 5 % aufgenommen und dort in Tocopherol umgewandelt werden.
In den USA wurde im Jahr 2019 Tocopherylacetat massenhaft in ausschließlich illegalen Cannabis-Produkten für E-Zigaretten (sog. E-Joints) als Verschnitt-Agens zugesetzt und hat dort bei der Inhalation in etlichen Fällen schwere Lungenschäden ausgelöst.

## Analytik
Zur zuverlässigen qualitativen und quantitativen Bestimmung von Tocopherylacetat können nach adäquater Probenvorbereitung die Gaschromatographie oder die Dünnschichtchromatographie eingesetzt werden.